# Mainmorte
Le terme de mainmorte (parfois mortemain) s'applique à :
- des personnes physiques : les serfs (les gens de mainmorte) ;
- des biens matériels (les biens de mainmorte).

- La main morte : Perimeter (guerre nucléaire)

## Mainmorte et servage
La mainmorte est l'incapacité dont sont frappés les serfs en France au Moyen Âge de transmettre leurs biens à leur décès. Dans certains cas, la mainmorte se présente sous la forme d'une taxe.
Son objectif était d'éviter que les biens passent à des personnes extérieures à la seigneurie : durant sa vie, le serf jouissait librement de ses biens personnels ; il pouvait disposer de son manse avec la permission de son seigneur mais il était privé de la faculté de faire son testament et, à sa mort, ses biens revenaient à son seigneur selon le principe : « Le serf mort, saisit le vif son seigneur ».
Le terme mainmorte est un symbole qui en réalité reflète l'impuissance du serf à transmettre son patrimoine au reste de sa famille, après sa mort.
Pour échapper aux rigueurs de la mainmorte, on imagine un procédé ingénieux, connu sous le nom de société ou communauté taisible. Les membres de la famille formaient entre eux une société de fait, composée du père et de la mère et des enfants, même après leur mariage. Ils vivaient ensemble, sous le même toit, au même pot et pain. De cette façon, quand le père ou la mère mourait, il n’y avait pas lieu à l’exercice de la mainmorte. La communauté continuait à fonctionner, la part du défunt augmentant celle des survivants. Le seigneur ne pouvait exercer son droit de mainmorte que quand la société était entièrement dissoute.
Cependant, pour que cette combinaison fût admise, il fallait deux conditions : que les héritiers fussent serfs comme le défunt, et qu’ils fussent restés tous en société avec lui jusqu’à sa mort. Il suffisait du départ d’un seul pour mettre fin à la société.
Dès le XIIe siècle, la mainmorte s'allégea. Dans de nombreuses régions, le seigneur ne prenait qu'un seul objet mobilier ou une seule tête de bétail (droit du meilleur catel) ou il acceptait le versement d'une taxe particulière par les héritiers.
Dès le XVIIe siècle, elle avait pratiquement disparu en France, hormis en Franche-Comté, rattachée à la France sous Louis XIV, où les moines de l’abbaye de Saint-Claude eurent droit de mainmorte sur les serfs de la province jusqu'à la Révolution. Elle fut officiellement abolie par un décret de 1790. Les communautés, se sont en grande partie dissoutes au XIXe siècle, certaines ont cependant perduré jusqu'au XXe siècle

## Biens de mainmorte
Les biens de mainmorte étaient les biens possédés par des congrégations ou des hôpitaux : leur possesseur ayant une existence indéfinie, ils échappent aux règles des mutations par décès. En compensation, ils doivent régler les droits d'amortissement
pour le roi, l'indemnité seigneuriale, le droit d'homme vivant et mourant, le droit de nouvel acquêt.
Pour éviter la prolifération des biens de mainmorte, donc une diminution des droits de succession, de nombreuses ordonnances royales précisent que la création de telles communautés, et l'acquisition par elles de biens, ne peuvent se faire qu'après enquête et approbation du roi (1629, 1659, 1666, 1738 pour la Flandre et le Hainaut, 1739 pour Metz et surtout 1749 pour tout le royaume). Seules y échappaient les acquisitions d'emprunts émis par le roi, les villes ou les États provinciaux.
De nos jours, la mainmorte désigne les biens immeubles exemptés de tout impôt, par exemple parce qu'ils sont le siège d'ambassades ou de consulats.

### Vidéographie
- Jean-Michel Barjol, Henriette Dussourd, Paysans d'autrefois, les communautés familiales et agricoles, 3 juin 1986 [présentation en ligne] Réédité en DVD en 2004.